# 幾內亞—朝鮮關係
幾內亞—朝鮮關係是指东亚国家朝鮮民主主義人民共和國（通稱朝鮮、北韓）和西非国家几内亚之间的双边关系。兩國均為不結盟運動、77國集團成員國。

## 政治交流
1958年几内亚获得独立后，同时得到了北韩及韓國的外交承认，但几内亚首任总统艾哈邁德·塞古·杜爾开始奉行“积极的中立主义”的外交政策，优先发展与社会主义阵营国家的关系，其后，几内亚于1958年10月8日与北韩建立外交关系，幾內亞也是第一個與朝鲜民主主义人民共和国建交的撒哈拉以南的非洲國家，此後兩國友好關係順利發展。几内亚政府也在不结盟运动等国际组织支持北韩，反对“帝国主义国家分裂朝鲜半岛”。几内亚总统兰萨纳·孔戴曾多次出访朝鲜:210，朝鲜外务相金永南亦于1997年访问几内亚。
2023年，北韩关闭了驻科纳克里大使馆，几内亚也曾是少數設有北韓大使館的非洲國家之一。几内亚未在北韩设立大使馆，对北韩的相关事务则由几内亚驻华大使馆兼辖。

## 技术合作关系
朝鲜长期支援几内亚农业发展。1982年，朝鲜民主主义人民共和国政府在幾內亞建立了基利西金日成農業科學研究所（Centre de Recherche Agronomique Kim Il Sung de Kilissi），该研究中心以朝鮮民主主義人民共和國第一代最高領導人金日成的名字命名。至2022年，朝鲜科研人员已经在該中心帮助几内亚開發了30個水稻品種、20個玉米品種和15個花生品種。